# Amphimaque et Nastès
Pour les articles homonymes, voir Amphimaque.
Dans la mythologie grecque, Amphimaque et Nastès (Ἀμφίμαχος / Amphímakhos ; Νάστης / Nástês) sont deux frères, fils de Nomion, roi de Carie. 

## Mythologie
Le mythographe Conon mentionne quant à lui Amphimaque seul, comme chef des Lyciens. Les deux frères sont cités dans le Catalogue des Troyens comme chefs des Cariens qui se battent lors du siège de Troie,, où ils meurent au combat, tués par Achille.

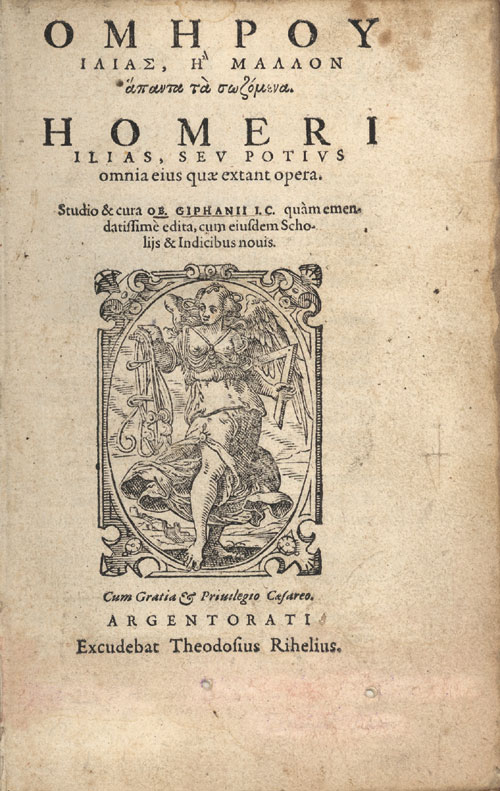
Page de garde de l'édition Rihel datant de 1572.